# First Division (Malta) 1911/12
Die First Division 1911/12 war die zweite Spielzeit in der Geschichte der höchsten maltesischen Fußballliga. Meister wurde zum zweiten Mal der FC Floriana.

## Modus
Die Saison wurde in einer einfachen Runde ausgetragen. Für einen Sieg gab es zwei Punkte, für ein Unentschieden einen und für eine Niederlage keinen Punkt.

## Abschlusstabelle
| Pl. | Verein              | Sp. | S | U | N | Tore    | Quote | Punkte |
| --- | ------------------- | --- | - | - | - | ------- | ----- | ------ |
| 1.  | FC Floriana (M)     | 4   | 4 | 0 | 0 | 007:000 | ∞     | 08:0   |
| 2.  | Ħamrun Spartans (N) | 4   | 1 | 2 | 1 | 004:300 | 1,33  | 04:40  |
| 3.  | FC St. George’s (N) | 4   | 1 | 1 | 2 | 002:300 | 0,67  | 03:50  |
| 4.  | Valletta United (N) | 4   | 1 | 1 | 2 | 002:400 | 0,50  | 03:50  |
| 5.  | Sliema Wanderers    | 4   | 0 | 2 | 2 | 001:600 | 0,17  | 02:60  |

Platzierungskriterien: 1. Punkte – 2. Torquotient
| Zum Saisonende 1911/12:                   |                                                                  |
| Maltesischer Meister 1911/12: FC Floriana |                                                                  |
|                                           |                                                                  |
| Zum Saisonende 1909/10:                   |                                                                  |
| (M)                                       | Amtierender Meister: FC Floriana                                 |
| (N)                                       | Neuaufsteiger: Ħamrun Spartans, FC St. George’s, Valletta United |

## Kreuztabelle
| 1910/11          | FC Floriana | ĦAM | FC St. George’s | VUN | Sliema Wanderers |
| ---------------- | ----------- | --- | --------------- | --- | ---------------- |
| FC Floriana      |             | 2:0 | 1:0             | 1:0 | 3:0              |
| Ħamrun Spartans  | –           |     | 0:0             | 3:0 | 1:1              |
| FC St. George’s  | –           | –   |                 | 0:2 | 2:0              |
| Valletta United  | –           | –   | –               |     | 0:0              |
| Sliema Wanderers | –           | –   | –               | –   |                  |